# Aarhus Lufthavn
Aarhus Lufthavn (IATA: AAR, ICAO: EKAH), ook wel Tirstrup Lufthavn, is de internationale luchthaven van de Deense stad Aarhus, gelegen 30 km ten noordoosten van Aarhus bij de plaats Tirstrup.
Scandinavian Airlines onderhoudt vanuit de luchthaven een lijnvlucht naar Kopenhagen.

## Bereikbaarheid
Vanuit Aarhus is de luchthaven te bereiken via Primærrute 15, waarvan een gedeelte is uitgebouwd als autosnelweg (Djurslandmotorvejen). Vanaf Grenaa, vanuit waar men een veer naar het Zweedse Varberg onderhoudt, is de luchthaven ook bereikbaar via Primærrute 15. Vanaf Kopenhagen is Primærrute 21 de beste optie.

## Passagiersaantallen
- 2000:  640.566
- 2001:  655.061
- 2002:  579.450
- 2003:  579.391
- 2004:  524.506
- 2005:  538.664
- 2006:  553.570
- 2007:  571.463
- 2008:  573.175
- 2009:  526.402
- 2010:  562.000
- 2011:  591.355